# Igreja da Misericórdia do Fundão
A Igreja da Misericórdia do Fundão localiza-se na freguesia do Fundão, no município do mesmo nome, distrito de Castelo Branco, em Portugal.

## História
Trata-se de um templo seiscentista.
O Edifício e a Igreja da Santa Casa da Misericórdia do Fundão encontram-se classificados como Imóvel de Interesse Público desde 1978.

## Característica
Nela se destaca o púlpito no interior, assente sobre uma coluna e um campanário.
Guarda um recheio valioso e de certa riqueza iconográfica, de que se destaca a imagem em barro pintado de São João Baptista Menino e o relicário em prata com a relíquia do Santo Lenho. Salienta-se, igualmente, a talha do altar-mor.